# Palazzo Guidi di Bagno

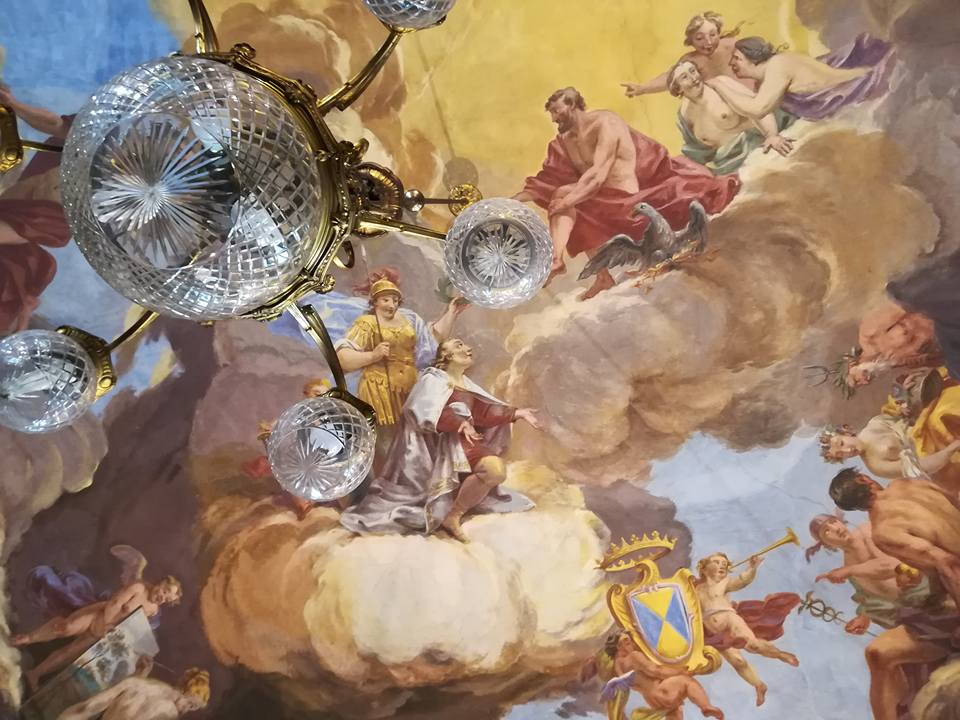
Soffitto di Palazzo Guidi di Bagno

Palazzo Guidi di Bagno (o palazzo della Prefettura) è uno storico edificio del centro di Mantova.

## Storia e descrizione
È stata la dimora dei conti Guidi di Bagno, nobile famiglia fiorentina stabilitasi a Mantova agli inizi del XV secolo.
L'origine del palazzo, a tre piani e due cortili interni, viene fatta risalire al conte Guido Guidi, parente dei Gonzaga, che risiedette in questa zona. Agli inizi del Cinquecento il canonico Ludovico Guidi di Bagno (?-1527), decano della cattedrale di Mantova e vicario del cardinale Ercole Gonzaga, iniziò una serie di acquisizioni di edifici che ne ingrandirono la proprietà. Agli inizi del XVIII secolo Giovanfrancesco Guidi di Bagno ristrutturò il palazzo di sua proprietà secondo lo stile barocco dall'architetto Giovan Maria Borsotto ed alcune stanze affrescate dal pittore mantovano Giuseppe Bazzani.
A metà Ottocento l'architetto Giovanni Cherubini progettò il fronte principale su via Principe Amedeo, riordinandolo su tre livelli di finestre e dotandolo di due ingressi in marmo e balcone. Nel 1919 il palazzo venne ceduto e diventò sede dell'Amministrazione Provinciale e degli uffici della Prefettura.